# Horizons (album)
Pour les articles homonymes, voir Horizon.
Albums de Détroit
Acoustiques (EP 45 tours)
(2014)
Horizons est le titre de l'album studio du groupe Détroit — formé de Bertrand Cantat et Pascal Humbert — sorti le 18 novembre 2013 sur le label Barclay. Écrit par les deux hommes, l'album est annoncé contenir dix chansons d'inspiration en partie autobiographique, au tempo le plus souvent modéré et à la tonalité mélancolique mais en propose finalement douze.

## Historique
Droit dans le soleil, la première chanson extraite de l'album, est officiellement publiée le 30 septembre 2013 — en single vidéo et en téléchargement numérique au format mp3 sur les plateformes de téléchargement — et mise à disposition des radios le même jour. La chanson a été coécrite au Liban avec le metteur en scène Wajdi Mouawad,.
3 000 exemplaires de l'album ont été vendus le jour de sa sortie et 32 000 dès la première semaine ; il est entré directement à la deuxième place du top album, derrière Racine carrée de Stromae et devant Les Chansons de l'innocence retrouvée d'Étienne Daho publié le même jour. Le succès du disque ne s'est pas démenti par la suite avec 60 000 exemplaires vendus les quatre premières semaines. Il sera certifié disque de platine et nommé aux Victoires de la musique en 2014 dans la catégorie « album Rock ».
Au total, l'album s'est vendu à 150 000 exemplaires,.
Les cinq dates programmées à Paris les 4, 5 et 6 juin 2014 à La Cigale, puis les 1er et 2 juin, affichent toutes complet. Selon l'organisateur de la tournée, les places se sont arrachées en quelques minutes.

## Accueil critique
Près de 10 ans après la sortie de l'album, Le Figaro le décrit comme un « disque inconfortable et dérangeant, principalement constitué de ballades mélancoliques dans lesquelles l'ancien leader de Noir Désir [revient] sur les conditions de son incarcération. »

## Liste des titres
1. Ma muse – 5:03
2. Glimmer in Your Eyes – 5:06
3. Terre brûlante – 3:31
4. Détroit 1 – 1:30
5. Ange de désolation – 3:56
6. Horizon – 5:03
7. Droit dans le soleil – 3:25
8. Détroit 2 – 0:37
9. Le Creux de ta main – 3:47
10. Sa majesté – 4:23
11. Null and Void – 4:36
12. Avec le temps (de Léo Ferré) – 4:25

## Musiciens ayant participé à l'album
- Bertrand Cantat : chant, guitare, harmonica
- Pascal Humbert : basse et contrebasse
- Ion Meunier : batterie
- Catherine Graindorge : violon
- Bruno Green : clavier, guitare, programmation
- Lisa Berg : violoncelle